# 470 км (зупинний пункт)
470 км — пасажирська зупинна залізнична платформа Лиманської дирекції Донецької залізниці.
Розташована у смт Дворіччя, що включено до складу Соледара, Донецької області. Платформа розташована на лінії Лиман — Микитівка між станціями Шевченко (5 км) та Сіль (3 км).
На платформі зупиняються приміські поїзди.